# 3213 Smolensk
3213 Smolensk è un asteroide della fascia principale. Scoperto nel 1977, presenta un'orbita caratterizzata da un semiasse maggiore pari a 3,2062148 UA e da un'eccentricità di 0,1507771, inclinata di 0,95910° rispetto all'eclittica.